# Platyzosteria pseudatrata
Platyzosteria pseudatrata är en kackerlacksart som beskrevs av Johann Gottlieb Otto Tepper 1893. Platyzosteria pseudatrata ingår i släktet Platyzosteria och familjen storkackerlackor. Inga underarter finns listade i Catalogue of Life.